# Gare d’Anzeling
Gare d’Anzeling vasútállomás Franciaországban, Anzeling településen.

## Vasútvonalak
Az állomást az alábbi vasútvonalak érintik:
- Metz–Anzeling-vasútvonal
- Thionville–Anzeling-vasútvonal

## Kapcsolódó állomások
A vasútállomáshoz az alábbi állomások vannak a legközelebb:
- Gare d’Ébersviller
- Gare de Freistroff